# Loja Maçônica Fidelidade Mineira
A Loja Maçônica Fidelidade Mineira número 105 foi fundada em 12 de março de 1870, ligada ao Grande Oriente Unido do Brasil (GOUB), localizada desde o início na principal 
rua da cidade, antes Rua Direita número 26 (depois número 163) e hoje Avenida Barão do Rio Branco número 1.962 (anteriormente 1.966), intercalou sua história com a evolução do município de Juiz de Fora.
Em novembro de 2018 uma grande Comissão do Grande Oriente de Minas Gerais (GOMG) pôs fim a uma dúvida que persistiu durante vários anos no Estado e elaborou um relatório confirmando ser a Fidelidade Mineira a mais antiga Loja Maçônica em funcionamento ininterrupto, completando em 2020 seus 150 anos de existência.
Devido controvérsias sobre o fato de existirem duas pretendentes ao posto de Loja Maçônica mais antiga do Estado de Minas Gerais, em 2018 foi instaurada uma Comissão que visitou as duas cidades e avaliou toda a documentação das lojas e comprovou que a Fidelidade Mineira é a mais antiga.

## Contexto Histórico na Época da Fundação
Os sete fundadores da Loja Maçônica Fidelidade Mineira eram "recém-chegados" em uma cidade "recém-emancipada". Afinal, Juiz de Fora tinha apenas 20 anos nessa época. Antes havia apenas o povoamento Santo Antônio do Paraibuna . Laços familiares geraram redes de amizade propiciando a aproximação entre eles.
Os fundadores eram homens influentes na sociedade sendo que seis deles foram vereadores de Juiz de Fora: 
- Christovam Rodrigues de Andrade (1865-1868, 1869-1872, 1877-1880)
- José Moreira da Rocha (1865-1868)
- José Corrêa e Castro (1873-1876)
- Avelino Rodrigues Milagres (1861-1864, 1865-1868, 1869-1872)
- Agostinho Antônio Corrêa (1873-1876, 1881-1884, 1884-1886)
- José Caetano de Morais e Castro (1857-1861, 1873-1876)

## O início
A Carta Constitutiva da Loja foi emitida pelo Grande Oriente Unido do Brasil  em 16 de maio de 1872, dois anos após sua fundação, com o nome de Loja Maçônica Fidelidade Mineira número 220. Saldanha Marinho era o Soberano Grão-Mestre Grande Comissário do Grande Oriente Unido na ocasião.
A segunda sessão da Loja Fidelidade Mineira, ocorreu no dia 28 de novembro de 1872 onde foi deliberado o arrendamento do prédio onde viria a funcionar.
Em sua 20ª sessão, no dia 28 de maio de 1973, os Irmãos receberam a notícia de que, no domingo seguinte (1º de junho), seria a regularização da Oficina (termo utilizado pelos maçons para se referirem às Lojas), com a realização de Sessão Magna de Posse e Instalação da Augusta e Respeitável Loja Fidelidade Mineira do Valle do Juiz de Fora.
Para isso, no sábado, dia 31 de maio, dia do aniversário de Juiz de Fora, chegariam várias autoridades da Ordem à cidade. Os irmãos da loja aguardaram na Ponte Americana, localizada na Estrada União Indústria, próximo à Usina de Marmelos, devidamente vestidos e paramentados (calça, colete e casaco pretos, gravata e luvas brancas, chapéu de feltro e revestidos de suas insígnias, com a finalidade de acompanhar a Comissão Regularizadora até o Hotel União Indústria, no Bairro Mariano Procópio.
Vários preparativos foram feitos para  a ocasião, porém uma tragédia marcaria a data festiva. Ocorreu que uma mulher se jogou no Rio Paraibuna, que corta Juiz de Fora. Apesar dos esforços para salvá-la, ela acabou se afogando, deixando seis filhos órfãos que foram "adotados" pela Loja, primeiro, de muitos, atos de benemerência.
No dia 1º de junho de 1873 foi realizada a sessão de Posse e Instalação da Augusta e Respeitável Loja Fidelidade Mineira do Valle do Juiz de Fora. Entre os membros da Comissão Regularizadora estavam além do próprio Saldanha Marinho, Quintino Bocaiuva. Na ocasião foram alforriadas duas escravas.

## O Advento da Energia Elétrica

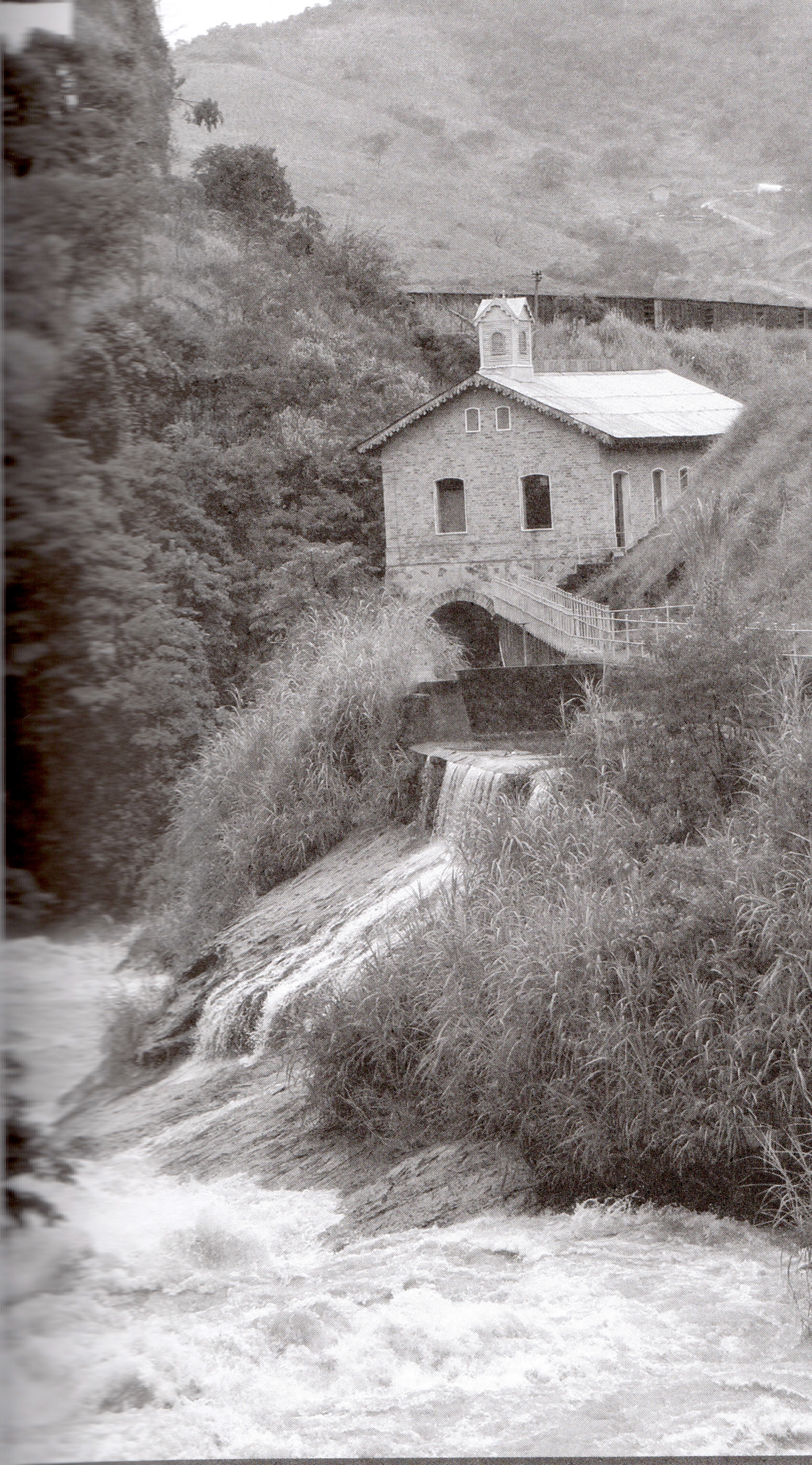
Usina Hidrelétrica de Marmelos

Na época da fundação da Fidelidade Mineira, a iluminação de Juiz de Fora era alimentada por geradores a gás.
Em 1886, Bernardo Macarenhas, proprietário da Companhia Têxtil Bernardo Mascarenhas de Juiz de Fora e o banqueiro Francisco Batista de Oliveira receberam aprovação do município para explorar a Cachoeira dos Marmelos, no Rio Paraibuna, localizada ao lado da Estrada União e Indústria, para produção de eletricidade. O projeto foi integrado à Companhia Mineira de Eletricidade (CME), fundada por Mascarenhas em 1888 e responsável pela construção da nova usina. A CME posteriormente foi absorvida pela CEMIG.
Os testes de geração de energia tiveram início em agosto de 1889,e no mês seguinte, em 5 de setembro, a Usina foi inaugurada.
Em livro próprio, a CEMIG relata: "em agosto de 1889, às 21 horas, Mascarenhas fez a primeira experiência de iluminação pública. A cidade virou uma festa. Foguetes, banda de música, a população nas ruas saudava o evento. Pela primeira vez, a parte sul do continente visualizava as luzes da energia captada por força de um rio. Em passeata festiva, a multidão extasiada dirigiu-se à Tecelagem Mascarenhas onde o Sr. Fonseca Hermes saúda enfaticamente Bernardo Mascarenhas pelo sucesso da experiência."
Em livro de Paulino de Oliveira é possível "rever" esse importante momento para a Maçonaria, principalmente de Juiz de Fora: "Corroborado este a 2 de setembro, marcou-se para o dia 5, às 7h da noite. Houve grandes festejos populares, tendo sido a Diretoria da empresa acompanhada por enorme multidão até a Maçonaria, na Rua Direita, que estava feericamente iluminada. Serviu-se ali lauto banquete, durante o qual falaram diversos oradores, seguindo-se um baile".
A Efemérides Juiz-foranas também relatam: "Era inaugurada festivamente e iluminação pública da cidade alimentada pela primeira usina hidroelétrica da América do Sul, construída pela Companhia Mineira de Eletricidade, tendo os festejos terminados como um banquete na sede da Loja Maçônica Fidelidade Mineira, na Rua Direita, e baile no mesmo local."
A escolha  da Maçonaria para ser a primeira casa a receber a energia elétrica não foi por acaso. Bernardo Mascarenhas a encarava como um local neutro, sem ligações políticas, além de ser um local que atraía a curiosidade da sociedade e reunia personalidades importantes e influentes da sociedade. Desta forma foi possível contornar os mais conservadores, avessos à modernidade e que temiam a inovação.
Em 2014, a Câmara Municipal de Juiz de Fora  concede o Título de Entidade Benemérita de Juiz de Fora a Loja Maçônica "Fidelidade Mineira" e reconhece o fato dela ter sido a primeira casa a receber energia elétrica proveniente da Usina de Marmelos.

## O Estandarte
Tem como características 53 cm x 85,75 cm que são medidas adotadas baseadas na Proporção Áurea. O PHI é uma homenagem ao arquiteto grego Phildeas e foi utilizada na construção do Partenon. Seu uso destina-se à obtenção de efeitos estéticos e harmônicos.
É retangular com o lado inferior recuado em forma de um triângulo isósceles, que remete ao desgaste dos estandartes sofrido durante as batalhas. Perímetro duplamente emoldurado em tecido bordado dourado e envolto por franjas de cordão na cor de ouro velho.
Está fixado em um mastro de madeira , em cuja parte superior encontra-se uma ponta de lança sobre o esquadro e o compasso na cor dourada. A lança também é uma lembrança aos tempos de luta.
Nas extremidades do cordel existem duas borlas na cor púrpura e no centro uma borla cor de ouro velho, todas representando a nobreza dos propósitos da Ordem Maçônica.
O tecido é cor de areia, representando, segundo a heráldica, o passado, o presente e o futuro.
Entre os símbolos utilizados estão:
Face anterior:
- Parte superior: o Delta Luminoso (representando o Grande Arquiteto Do Universo (GADU) e o olho esquerdo no interior do triângulo representando A Providência), o Sol (representando o Venerável Mestre como irradiador de seu conhecimento à toda Oficina) e a Lua Crescente (significando que o Maçom deve se aplicar com empenho para ampliar os ensinamentos recebidos na Loja).

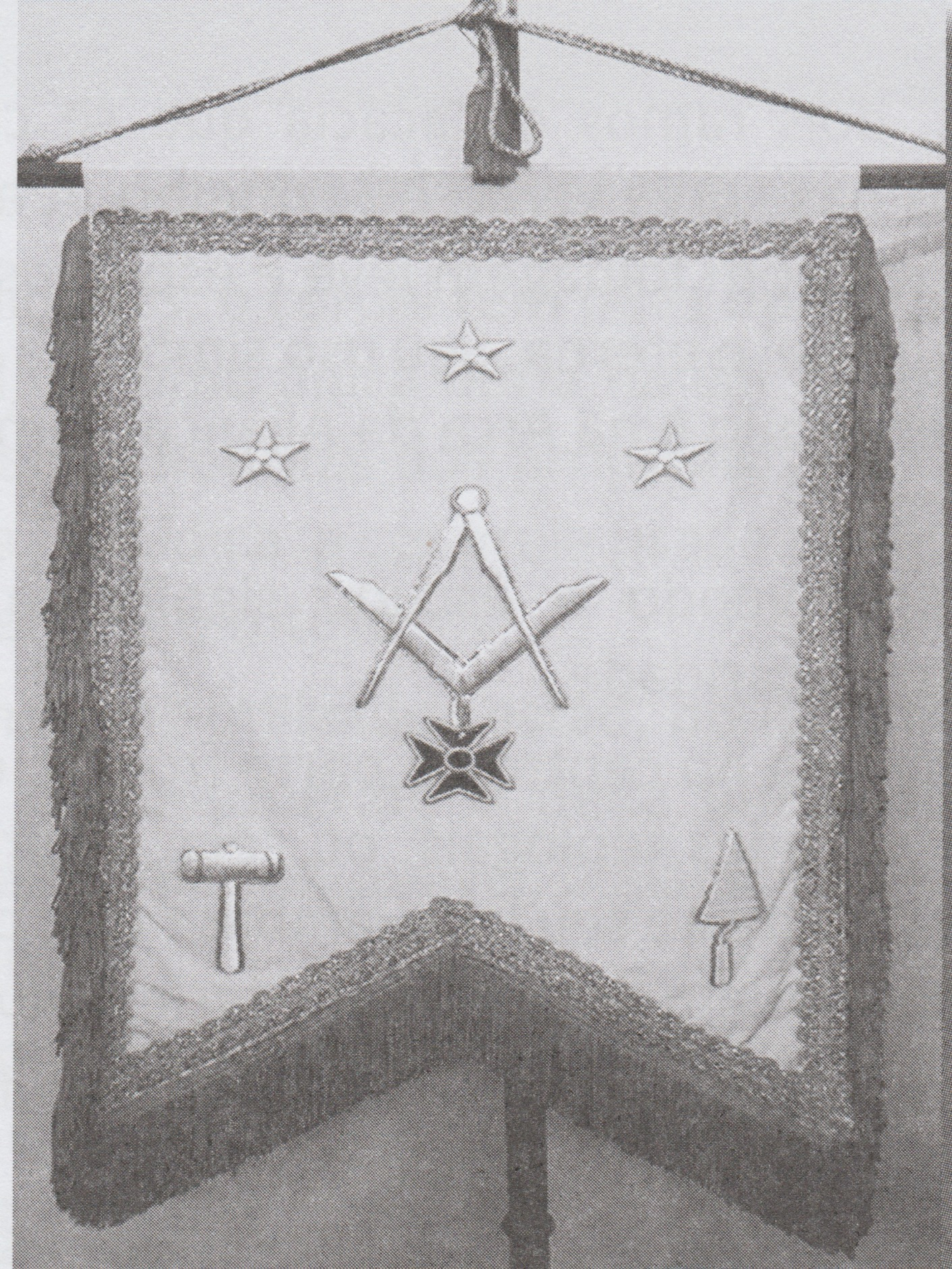
Estandarte da Fidelidade Mineira (Verso)

- Estandarte da Fidelidade Mineira (Verso)Ao centro: o escudo. Em  sua parte superior uma faixa com os dizeres "Augusta e Respeitável Loja Capitular Fidelidade Mineira" bordado em dourado em fundo vermelho púrpura, que simboliza a vida, o calor, o fogo, a energia e o sentimento de euforia que invade o ser. A figura central mostra  a caridade, uma das três virtudes teologais, representando os desafortunados a quem devemos prestar auxílio e socorro. Aos pés dela encontramos um cachorro, significando que devemos ser fiéis à caridade. A caridade veste-se de azul (bem estar nascido de um ato bom = caridade) e branco (pureza).
- Parte inferior: O nível e o prumo (juntos significam a igualdade entre os irmãos da Ordem), a alavanca (significando a força moral, o poder da vontade e a perseverança) e a régua de 24 polegadas (significando a retidão que o maçom deve pautar em suas ações sabendo dividir as 24 horas entre o trabalho e o lazer e descanso, a espada  (combatividade e igualdade, lembrando os maçons de defenderem a si, aos irmãos e à Ordem) e a Escada de Jacob (une a Terra ao Céu, sendo o caminho pelo qual através do exercício das virtudes o maçom alcança proximidade ao Criador.

Face posterior: 
- Parte superior: Três estrelas (representam as Três Marias, estrelas da constelação de Orion e são dedicadas aos irmãos Aprendizes.
- Ao centro: o esquadro e compasso (Símbolo Universal da Maçonaria, o esquadro significando medida na pesquisa e o compasso retidão na ação) e a Cruz de Malta Significando fé e proteção à Ordem Maçônica).
- Parte inferior: O malhete (é o instrumento de trabalho do Venerável Mestre e dos 1º e 2º Vigilantes) e a trolha (simbolizando a benevolência e a tolerância para com todos).

O estandarte, através de seus símbolos, exorta ao exercício da caridade, objetivo este idealizado pelos fundadores da Loja Maçônica Fidelidade Mineira). Por isso, é tão importante o entendimento de seu significado e sua preservação, devendo estar presente em todas as sessões e comitivas de visitações".

## O Timbre

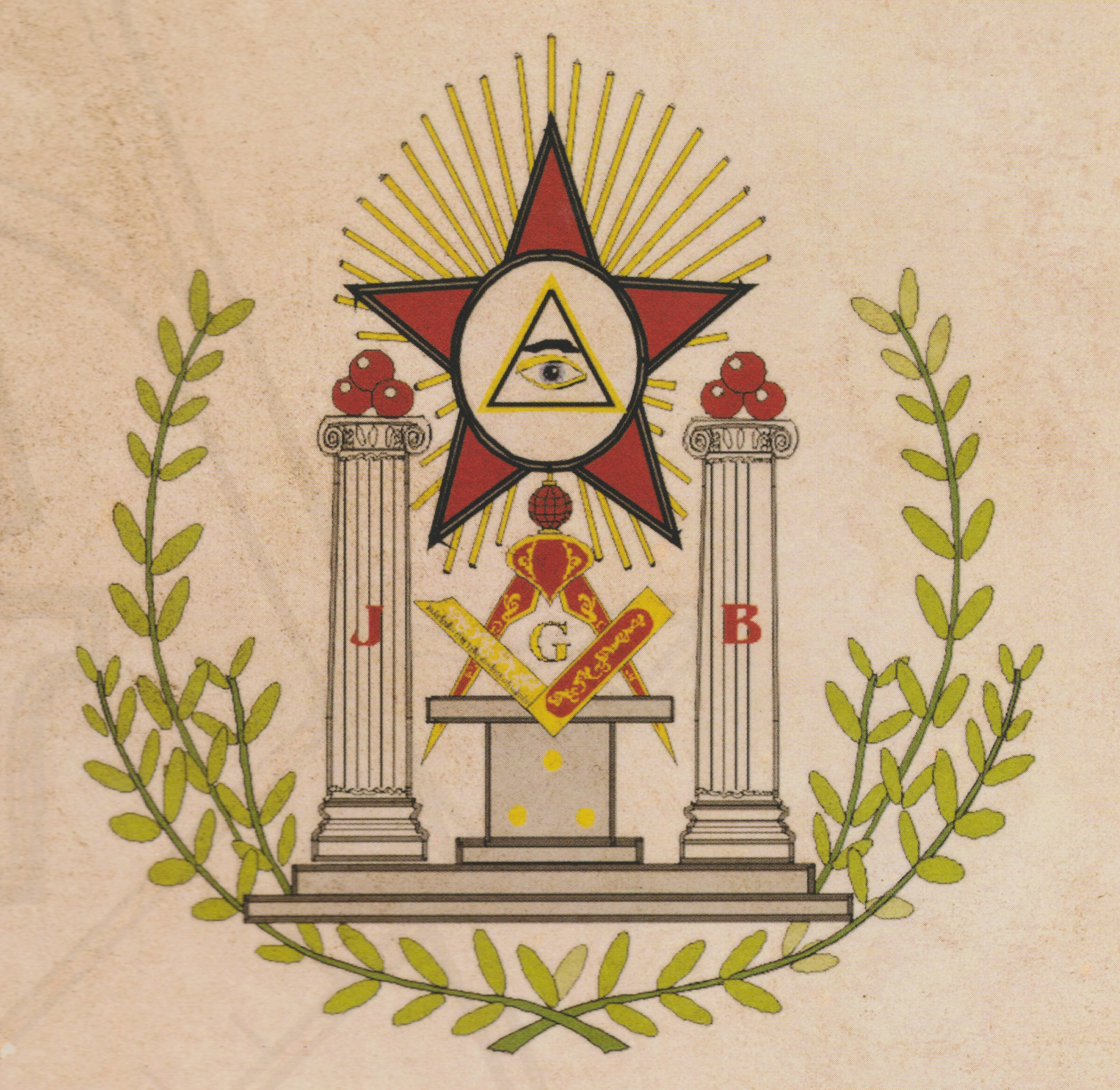
Timbre da Fidelidade Mineira

O timbre (utilizado para documentos oficiais e comunicados) consiste do esquadro e compasso repousam sobre o altar do Livro da Lei onde observamos, encimado pela Estrela Flamígera que apresenta no seu centro o Delta Luminoso e o Olho da Providência e ladeados pelas colunas Boaz e Jachin (cada uma delas encimada por Três Romãs que representam amizade. Seus grãos, muito unidos, reafirmam a solidariedade e a fraternidade da família maçônica e significam também o desejo de prosperidade dos membros) e por ramos de Acácia.          

## Responsabilidade Social
A Loja Maçônica Fidelidade Mineira sempre buscou honrar o figura impressa em seu estandarte, A Caridade, fato que se iniciou no dia que precedeu instalação, como descrito anteriormente neste artigo e que continuou sendo observado ao longo de sua história.
Em 26 de janeiro de 1909, o Grande Oriente do Brasil (GOB)  ao qual o Grande Oriente Unido ao qual a Loja pertencia se fundiu em 1882, através do Decreto número 404, concede o título de Benemérita à Fidelidade Mineira.
Em 1898, a Loja fundou um jornal que tinha o seu nome e manteve uma escola noturna que era frequentada por filhos dos irmãos e não irmãos. Com o tempo, o projeto foi perdendo força por motivos não especificados em atas, sendo encerrado.
Em 22 de outubro de 1918, frente à epidemia de gripe espanhola, a Loja disponibilizou seus salões à Diretoria de Higiene para instalação de um posto de socorro aos acometidos pela doença e é nomeada uma Comissão para ajudar a Comissão de Beneficência em seus trabalhos durante a epidemia. Nesse período, a frequência às sessões diminuiu devido a infecção ter contaminado vários irmãos.
Em 21 de junho de 1932, decidem ceder seus salões para as reuniões preparatórias da Sociedade dos Operários, que estava sendo instalada na cidade, até que obtivessem licença da Polícia, desde que se responsabilizassem por qualquer eventualidade.
Em julho de 1935, como o prédio ficava sempre fechado, foi sugerido a fundação de uma escola noturna, com aulas três vezes por semana, no mínimo, para filhos de irmãos pobres.
Em dezembro de 1940, a Loja teve papel de destaque em prestar auxílio aos necessitados devido a enchente que assolou a cidade.Em março de de 1944, a Fidelidade Mineira também se colocou à disposição do Comandante da 4ª Região Militar para receber os  feridos na explosão da Fábrica de Estojos e Espoletas de Artilharia do Exército (FEEA).

## Fraternidade Feminina

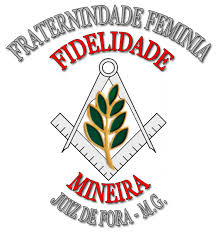
Timbre da Fraternidade Feminina

A Fraternidade Feminina Mineira é uma sociedade civil, paramaçônica, sem fins lucrativos, fundada oficialmente em 10 de setembro de 1997, com objetivo de realizar atividades filantrópicas, sociais e recreativas, reunindo as "cunhadas" (esposas, filhas ou companheiras) dos maçons de Juiz de Fora.
Importa dizer que a Maçonaria incentiva e cultiva a prática constante da filantropia, buscando uma sociedade mais humana e justa, e propiciando à família maçônica a oportunidade de participar de projetos humanitários.
Nesse contexto, a Fraternidade Feminina é um instrumento de formalização desses ideais e, como se costuma dizer, a Fraternidade é o braço de filantropia da Loja Maçônica Fidelidade Mineira.

## Maçons Proeminentes Que Pertenceram Ao Quadro da Loja
Desde a sua fundação, a Loja Maçônica Fidelidade Mineira teve atuação proeminente em Juiz de Fora e região. Além dos fundadores, onde seis dos sete foram vereadores podemos citar:
| Período     | Irmão perencente à Loja Fidelidade Mineira  | Irmão perencente à Loja Fidelidade Mineira | Irmão perencente à Loja Fidelidade Mineira |
| ----------- | ------------------------------------------- | ------------------------------------------ | ------------------------------------------ |
| 1853 a 1856 | Pedro Maria Halfeld                         |                                            |                                            |
| 1857 a 1860 | Henrique Guilherme Fernando Halfeld         | Anthero José Lage Barbosa                  |                                            |
| 1861 a 1864 | Henrique Guilherme Fernando Halfeld         |                                            |                                            |
| 1865 a 1868 | Anthero José Lage Barbosa (presidente)      | Marcelino de Assis Tostes                  | Henrique Guilherme Fernando Halfeld        |
| 1873 a 1876 | Eduardo Teixeira de Carvalho Hungria        | Ignácio Ernesto Nogueira da Gama           |                                            |
| 1877 a 1880 | Joaquim de Almeida Póvoas                   | Marcelino de Assis Tostes                  |                                            |
| 1881 a 1884 | Bernardo Mariano Halfeld                    |                                            |                                            |
| 1884 a 1886 | Anthero José Lage Barbosa                   |                                            |                                            |
| 1887 a 1889 | Bernardo Mariano Halfeld                    | Marcelino de Assis Tostes                  |                                            |
| 1892 a 1894 | Anthero José Lage Barbosa                   |                                            |                                            |
| 1895 a 1897 | Augusto Carlos Álvares Pena                 |                                            |                                            |
| 1898 a 1900 | Francisco Rodrigues de Almeida Novais       |                                            |                                            |
| 1902 a 1904 | José Rangel                                 | Francisco Rodrigues de Almeida Novais      |                                            |
| 1908 a 1910 | Augusto Carlos Álvares Pena                 |                                            |                                            |
| 1919 a 1922 | Pedro Marques de Almeida                    | Joaquim Simeão de Faria                    |                                            |
| 1923 a 1926 | Pedro Marques de Almeida                    | Joaquim Simeão de Faria                    |                                            |
| 1927 a 1930 | Pedro Marques de Almeida                    |                                            |                                            |
| 1947 a 1950 | Irineu Guimarães                            | Joaquim Vicente Guedes                     |                                            |
| 1951 a 1954 | Joaquim Vicente Guedes (presidente em 1951) | Wandenkolk Moreira                         |                                            |
| 1955 a 1958 | Joaquim Simeão de Faria                     |                                            |                                            |
| 1959 a 1962 | Joaquim Simeão de Faria                     | Joaquim Vicente Guedes                     | Célio Ribeiro de Barros                    |
| 1963 a 1966 | José Soares                                 | Francisco de Paula Fonseca                 |                                            |
| 1966 a 1970 | Francisco de Paula Fonseca                  |                                            |                                            |
| 1971 a 1974 | Francisco de Paula Fonseca                  | Tabajara Ferreira Leite de Toledo          |                                            |
| 1974 a 1978 | Francisco de Paula Fonseca                  |                                            |                                            |
| 1993 a 1997 | Gerson Occhi                                |                                            |                                            |

## Reconhecimento Público
Devido ao seu histórico assistencial, inclusive funcionando diariamente no período de 14 às 18 horas de segunda à sexta justamente para este fim, a Loja Maçônica Fidelidade Mineira tem seu trabalho reconhecido na sociedade.
Em 06 de janeiro de 2015 a Câmara Municipal de Juiz de Fora realiza a "Concessão de Título de Entidade Benemérita de Juiz de Fora à Loja Maçônica Fidelidade Mineira". 
Em 12 de março de 2020 a Câmara Municipal de Juiz de Fora realiza a "Moção de Aplausos à Loja Maçônica Fidelidade Mineira pelos 150 anos de funcionamento ininterrupto em Juiz de Fora" aprovada em 26 de novembro de 2019.

## Relação de Veneráveis Mestre da Fidelidade Mineira[13]
- Christovam Rodriguesde Andrade (1870-1875)
- José Joaquim Martins de Araújo (1875/1876)
- José Maria de Aguiar Leite Pinto (1876/1877)
- Frederico Augusto Theodoro Mayer (1877/1882)
- Bernardo Mariano Halfeld (1882-1891)
- Júlio César Pinto Coelho (1891/1893)
- Eduardo de Andrade Braga (1893/1894)
- Francisco de Assis Pinto (1894/1895)
- Francisco Rodrigues de Almeida Novaes (1895/1898)
- Julião Pereira da Silva (1898/1900)
- Antônio de Freitas (1900/1901 e 1903/1907)
- Alfredo de Souza Bastos (1901/1902)
- José Joaquim Pinheiro Machado (1902/1903)
- Francisco Antônio de Macedo (1907/1908 e 1922/1923)
- Giuseppe Grippi (1908-1913)
- Manoel Ferreira Martins (1913/1915)
- Augusto dos Santos Ferreira (1915/1916)
- Mario da Cunha Horta (1916/1917)
- José Weiss (1917-1918)
- Frederico Lopes da Motta (1918/1919)
- João Borges de Mattos (1919-1920, 1921-1922 e 1937-1938)
- João Soares Monteiro (1920/1921)
- Antônio Justiniano Bastos (1923/1924)
- Catulo Breviglieri (1924-1925)
- Alfredo Lourival de Moura (1925/1925)
- Heitor Magno Vieira (1925/1926)
- Antônio Pedro Lopes Junior (1926/1927 e 1931/1932)
- Jacintho Rodrigues da Costa (1927-1928, 1929-1930, 1932-1933)
- José Ribeiro (1928-1929, 1934-1935)
- Vicente Joaquim Sanches (1930-1934)
- Manoel Simões e Silva (1933/1934)
- Luiz Fernandes Pinto (1935-1936)
- Manoel Rodrigues Maia (1936-1937 e 1943-1944)
- Ramon Guerra Castro (1944-1950 e 1951-1952)
- Sebastião Lopes de Carvalho (1950-1951)
- Miguel Marco Peres (1952-1953)
- Pedro Pereira de Paiva (1953-1953)
- Antônio Esperidião França (1953-1955)
- Avelino Augusto Silvestre (1955-1956)
- Gualter Lucas de Sant´Anna (1956-1958)
- José Ferreira de Souza Chagas (1958-1960)
- Agrícola Gomes Reis (1960-1962)
- Mauro Pinto de Azevedo (1962-1963)
- João Martins (1963-1965)
- José Dutra Dias (1965-1967)
- José Lopes Silveira (1967-1971)
- Necy Alves de Azevedo (1971-1973)
- José da Silva Ribas (1973-1977, 1979-1981, 1982-1984, 1991-1995 e 2001-2003)
- Celso Alves Damasceno (1977-1979)
- Humberto Benedito Filho (1981-1981)
- Felix Jorge Felix (1981-1982)
- Onofre Corrêa Lima (1984-1987)
- Elias Assaf Maluf (1987-1989)
- Edison Stecca (1989-1991 e 1997-1999)
- Gerson Occhi (1996-1997 e 2003-2005)
- Amauri Natividade Netto (1999-2001)
- Geraldo Zola Ribeiro de Melo (2005-2005 e 2019-2021)
- Wilson Tatton Ramos (2005-2007)
- Vanderlei Geraldo de Assis (2007-2009 e 2013-2015)
- Moacir Fontainha Sobrinho (2009-2011)
- Alfredo Vieira de Souza (2011-2013)
- Pedro Rosso (2015-2017)
- Sérgio Mendes Braga (2017-2019)
- Leandro de Lemos (2021-2023)

## Ligações Externas
- Site Oficial da Loja Maçônica Fidelidade Mineira